# فرانکو مالربا
فرانکو مالربا (به انگلیسی: Franco Malerba) فضانورد اهل کشور ایتالیا است که در ۱۰ اکتبر ۱۹۴۶ میلادی در بوسالا زاده شد. وی در مأموریت اس‌تی‌اس-۴۶ حضور داشته است.